# Heteroconger mercyae
Heteroconger mercyae is een straalvinnige vissensoort uit de familie van de zeepalingen (Congridae). De wetenschappelijke naam van de soort is voor het eerst geldig gepubliceerd in 2009 door Allen & Erdmann.